# Želeč (Tábori járás)
Želeč település Csehországban, a Tábori járásban. Želeč Skalice, Skrýchov u Malšic, Ústrašice, Malšice és Hlavatce településekkel határos. Lakosainak száma 1047 fő (2024. január 1.).

## Népesség
A település lakosságának változását az alábbi diagram mutatja:
| Lakosok száma | 963  | 1045 | 983  | 760  | 690  | 778  | 936  | 979  | 1008 | 1047 |
|               | 1869 | 1890 | 1921 | 1950 | 1980 | 2001 | 2017 | 2019 | 2022 | 2024 |